# Boquillas del Carmen
Boquillas del Carmen es una pequeña población en el Municipio de Ocampo, estado de Coahuila, México; a orillas del Río Bravo en la Frontera entre Estados Unidos y México, se encuentra frente a la población de Boquillas, Texas.
Boquillas del Carmen es una comunidad muy aislada del resto de México, se encuentra en el extremo noroeste de Coahuila, sin ningún centro de población de importancia en las cercanías, se comunica por medio de la Carretera Federal 53 con la cabecera municipal de Múzquiz, a 238 kilómetros y esta totalmente rodeada de territorio desértico. Cruzando la frontera, en Boquillas, comienza el Parque nacional Big Bend, principal atractivo turístico de la región en Texas, por lo que Boquillas del Carmen también recibe turistas que visitan la Sierra del Carmen.
En mayo de 2002 el paso fronterizo entre ambas poblaciones fue cerrado por medidas de seguridad después de los ataques del 9/11. Esto causó una crisis económica en Boquillas del Carmen; ya que la mayoría de sus visitantes vienen de Estados Unidos, y provocó un descenso de la población.